# Buikwe (huyện)
Huyện Buikwe là một huyện ở miền Trung của Uganda. Nó được đặt tên theo thị trấn huyện lỵ, Buikwe, nơi đặt trụ sở chính của huyện.

## Vị trí
Huyện Buikwe giáp với huyện Kayunga về phía Bắc, huyện Jinja về phía Đông, huyện Buvuma về phía Đông Nam, Cộng hòa Tanzania về phía Nam và huyện Mukono về phía Tây. Trụ sở chính của quận tại Buikwe cách khoảng 60 km, bằng đường bộ, về phía đông của Kampala, thủ đô của Uganda và thành phố lớn nhất của đất nước. Vị trí này cách Lugazi, thị trấn lớn gần nhất, khoảng 14 km (8,7 mi), về phía đông nam. Tọa độ của huyện là: 00 21B, 33 02Đ.

## Tổng quan
Huyện Buikwe được thành lập bởi Đạo luật của Quốc hội Uganda và bắt đầu hoạt động vào ngày 1 tháng 7 năm 2009. Trước đó, nó là một phần của huyện Mukono.